# Gardekān
Gardekān (persiska: گردکان) är en ort i Iran.   Den ligger i provinsen Kohgiluyeh och Buyer Ahmad, i den centrala delen av landet, 500 km söder om huvudstaden Teheran. Gardekān ligger 1 577 meter över havet och antalet invånare är 251.
Terrängen runt Gardekān är bergig åt sydost, men åt nordväst är den kuperad. Runt Gardekān är det ganska glesbefolkat, med 47 invånare per kvadratkilometer. Närmaste större samhälle är Mārgown, 19,7 km öster om Gardekān. Omgivningarna runt Gardekān är i huvudsak ett öppet busklandskap.